# Daniela Thrän

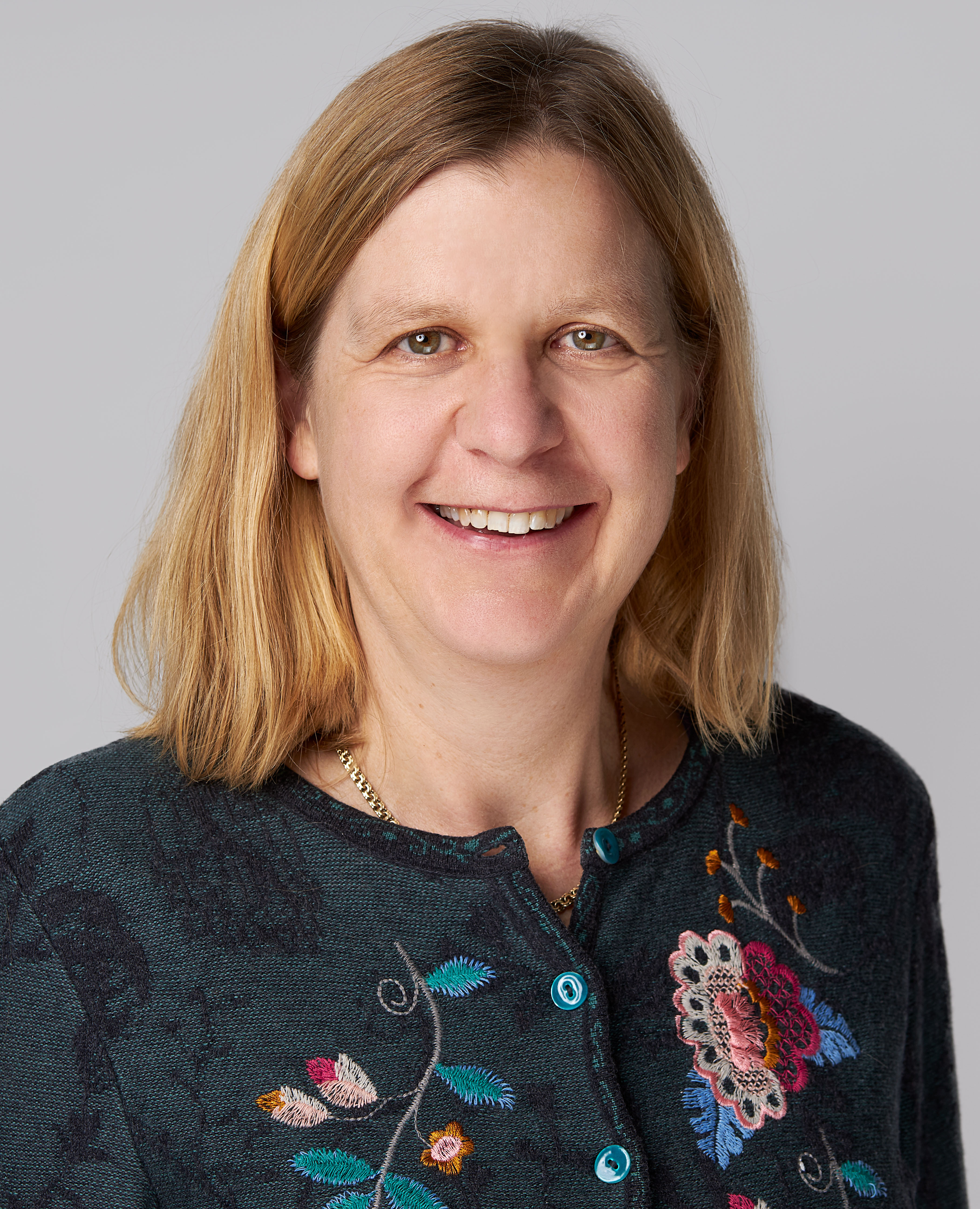
Daniela Thrän (2019)

Daniela Thrän (* 5. März 1968 in Gießen) ist eine deutsche Ingenieurwissenschaftlerin und Professorin am Helmholtz-Zentrum für Umweltforschung – UFZ und Leiterin des Lehrstuhls Bioenergiesysteme an Universität Leipzig. Sie hat den Co-Vorsitz des dritten und aktuellen Bioökonomierates inne und ist in verschiedenen weiteren wissenschaftlichen Gremien und Ausschüssen tätig.

## Leben
Daniela Thrän ist 1968 in Gießen an der Lahn geboren und in Frankfurt am Main aufgewachsen. Sie begann 1989 mit dem Studium „Technischer Umweltschutz“ an der Technischen Universität Berlin. 2001 promovierte sie an der Bauhaus-Universität Weimar. Nach Tätigkeiten als wissenschaftliche Mitarbeiterin an der Universität Potsdam und an der Universität Stuttgart, wurde sie im Jahr 2002 Leiterin des Departments „Bioenergiesysteme“ am Institut für Energie und Umwelt in Leipzig. Von 2008 bis 2024 leitete sie den gleichnamigen Bereich am Deutschen Biomasseforschungszentrum, für welches sie zusätzlich als stellvertretende wissenschaftliche Geschäftsführerin tätig war. 2011 übernahm sie die Professur für Bioenergiesysteme am Institut für Infrastruktur und Ressourcenmanagement der Wirtschaftswissenschaftlichen Fakultät der Universität Leipzig. Seit 2011 ist sie Leiterin des Departments „Bioenergie“ am Helmholtz-Zentrum für Umweltforschung – UFZ.
Thrän war unter anderem ordentliches Mitglied im zweiten Bioökonomierat der Bundesregierung und im European Bioeconomy Stakeholders‘ Panel. Sie ist aktuell unter anderem Mitglied im Arbeitsausschuss „Biogene Festbrennstoffe“ des Deutschen Instituts für Normung (DIN) und der Arbeitsgruppe ISO/TC 238 „Solid Biofuels“ der Internationalen Organisation für Normung (ISO), Co-Vorsitzende des dritten Bioökonomierates der Bundesregierung sowie Co-Leiterin Task 44 – „Flexible bioenergy and system integration“ der IEA Bioenergy. Darüber hinaus ist sie Herausgeberin des Journals „Energy, Sustainability & Society“ beim Verlag Springer Nature.
Daniela Thrän ist verheiratet, hat fünf Söhne und lebt mit ihrer Familie in Berlin.

## Forschungsgebiet
Als Wissenschaftlerin erforscht sie, wie Biomasse möglichst nachhaltig erzeugt und verwertet werden kann. Daniela Thrän leitet Forschungsprojekte im Bereich Bioenergie, Bioökonomie und Raumwirkungen der erneuerbaren Energien und hat u. a. den „Smart Bioenergy“-Ansatz entwickelt.

## Veröffentlichungen (Auswahl)
- mit Urs Moesenfechtel: Das System Bioökonomie. Springer Spektrum, Berlin 2020, ISBN 978-3-662-60729-9.
- Smart Bioenergy. Technologies and concepts for a more flexible bioenergy provision in future energy systems. Springer International Publishing, Switzerland 2015, ISBN 978-3-319-16193-8.
- mit Tim Hermann, Nikolaus Karsten, Rana Pant und Sebastian Plickert: Einführung in die Abfallwirtschaft. Technik, Recht und Politik. Verlag Harri Deutsch, Thun, Frankfurt am Main 1995, ISBN 3-8171-1459-1.
- F. Schipfer, E. Mäki, U. Schmieder, N. Lange, T. Schildhauer, C. Hennig, D. Thrän: Status of and expectations for flexible bioenergy to support resource efficiency and to accelerate the energy transition. In: Renewable and Sustainable Energy Reviews. Vol. 158, 2022, S. 112094. doi:10.1016/j.rser.2022.112094
- M. Lauer, M. Dotzauer, M. Millinger, K. Oehmichen, M. Jordan, J. Kalcher, S. Majer, D. Thraen: The crucial role of bioenergy in a climate neutral energy system in Germany. In: Chemical Engineering & Technology. 2022. doi:10.1002/ceat.202100263
- J. Förster, S. Beck, M. Borchers, E. Gawel, K. Korte, T. Markus, N. Mengis, A. Oschlies, R. Schaller, A. Stevenson, T. Thoni, D. Thrän: Framework for Assessing the Feasibility of Carbon Dioxide Removal Options Within the National Context of Germany. In: Frontiers in Climate. Vol. 4, 2022, S. 937. doi:10.3389/fclim.2022.758628